# Pierluigi Balducci
Pierluigi Balducci (* 3. Oktober 1971 in Bari) ist ein italienischer Jazzmusiker (E-Bass, Kontrabass, Komposition).

## Leben und Wirken
Balducci lernte zunächst klassische Gitarre, bevor er auf die Bassgitarre wechselte. In den 1990er Jahren wurde er bei der Weltmusik-Band Tavernanova bekannt, mit der er zwei Alben einspielte. Dann leitete er eigene Gruppen und arbeitete dabei mit Roberto Ottaviano, Luciano Biondini oder Javier Girotto zusammen, aber auch mit Ernst Reijseger, Gabriele Mirabassi, Michele Rabbia, Paul McCandless und John Taylor. Gemeinsam mit dem Gitarristen Pasquale Stafano und dem Bandoneonspieler Gianni Iorio gehörte er seit 1999 zum Nuevo Tango Ensamble, mit dem mehrere Alben entstanden. Auch hat er mit Nicola Conte, Antonio Tosques, Marchio Bossa, Pierluigi Villani oder Alex Milella aufgenommen.
Weiterhin komponierte er die Musik für den Spielfilm Meine Schwester (2001) von Catherine Breillat.

## Schriften
- 2009 – Pierluigi Balducci: Bach on the Bass – The first cello suite transcribed and fingered for 5 and 4 string electric bass (Salatino Edizioni Musicali)

## Diskographische Hinweise
- 2000 – Pierluigi Balducci QuartETHNO: Niebla (Splasc(h) Records, mit Roberto Ottaviano, Lutte Berg, Ninad Massimo Carrano)
- 2003 – Il peso delle nuvole (Splasc(h) Records, mit Roberto Ottaviano, Ernst Reijseger, Mirko Signorile, Vincenzo Lanzo)
- 2005 – Pierluigi Balducci Ensemble: Rouge! (Splasc(h) Records, mit Ernst Reijseger, Luciano Biondini, Leo Gadaleta, Antonio Tosques, Giuseppe Berlen bzw. Vincenzo Lanzo)
- 2006 – Pierluigi Balducci Small Ensemble: Leggero (Dodicilune, mit Antonio Tosques, Luciano Bondini)
- 2009 – Stupor Mundi (Dodicilune, mit Antonio Tosques, Luciano Bondini, Quartetto Dark)
- 2010 – Pierluigi Balducci/Maurizio Brunod / Marta Raviglia: Cherry Dance (Monk Records)
- 2011 – Nuevo Tango Ensamble: D’Impulso (Jazzhaus Records/Egea)
- 2012 – Blue from Heaven (Dodicilune, mit Paul McCandless, John Taylor, Michele Rabbia)
- 2015 – Gabriele Mirabassi, Nando Di Modugno, Pierluigi Balducci: Amori Sospesi (Dodicilune)
- 2017 – Paul McCandless, John Taylor, Pierluigi Balducci, Michele Rabbia: Evansiana (Dodicilune ED365)
- 2022 – Gabriele Mirabassi, Nando Di Modugno, Pierluigi Balducci: Girasoli (Foné Jazz)